# Rua da Carreira (Funchal)
A Rua da Carreira é uma das mais antigas do Funchal, na Madeira. São conhecidas referências à rua desde o século XVI e esta já foi conhecida por nomes como Carreira dos Cavalos e Carreira Velha dos Cavalos. O nome dever-se-á aos treinos que os cavaleiros da nobreza aqui faziam ou às corridas de cavalos aqui realizadas.
A rua era a grande saída oeste do Funchal, prolongando-se pelos Ilhéus e dando acesso a São Martinho e a Câmara de Lobos. Por aqui entravam também os "vilões" do Curral das Freiras, Santo António e outras áreas rurais, transportando os seus produtos, essencialmente frutas e legumes, para os venderem de porta a porta. Nas muitas mercearias e vendas existentes um pouco por toda a rua, hoje praticamente desaparecidas, adquiriam-se os produtos indispensáveis para consumo: sabão, massa, azeite, petróleo etc.
Por aqui, em 1566, entraram os corsários franceses tendo-se dado um rápido combate na Ponte de São João, na altura de madeira. Vencido o combate, os corsários desceram pela Rua da Carreira para atacarem a fortaleza da cidade, São Lázaro e o Convento de Santa Clara.
Na rua destacam-se o solar urbano reconstruído pelo conde do Canavial, médico, empresário e político de renome, e o local onde existiu o solar dos Bettencourt, na esquina da Rua da Carreira com a Rua do Surdo.
A rua, que hoje em dia vai da Ponte de São João (sobre a Ribeira de São João) ao Largo da Igrejinha (intersecção entre a Rua da Carreira, a Rua das Pretas, a Avenida Zarco e a Rua Câmara Pestana), já chegou a ir até ao Largo do Colégio (Praça do Município), mas estas poucas dezenas de metros entre os Largos da Igrejinha e do Colégio deram lugar à Rua Câmara Pestana.
A atual extensão da Rua da Carreira não teve sempre a mesma e única designação. Vários troços já tiveram outros nomes:
- Rua da Igrejinha, do princípio da artéria ao largo com o mesmo nome;
- Rua dos Pintos, do Bartolomeu ou do Bartolomeu dos Pintos, entre o Largo da Igrejinha e a Rua de São Francisco;
- Carreira, entre a Rua de São Francisco e próximo da Capela de São Paulo;
- Rua de São Paulo, do pequeno largo que fica em frente à capela à Ponte de São João;
- Rua de Manuel da Grã, desconhece-se a que parte da rua se referia, sabe-se apenas que foi uma designação utilizada no século XVI;
- Rua da Piedade.

Este arruamento foi residência de muitas personalidades da região, como João Gonçalves Zarco, tenente-coronel Artur Alberto Sarmento, historiador, geólogo e mineralista, e Ângelo Augusto da Silva. Na rua existe a Photographia-Museu Vicentes, antiga residência e ateliê fotográfico de Vicente Gomes da Silva (o mais antigo estúdio de fotografia de Portugal), transformado em museu, a antiga capela de São Paulo, a capela de Nossa Senhora da Conceição e o cemitério privativo da colónia britânica.

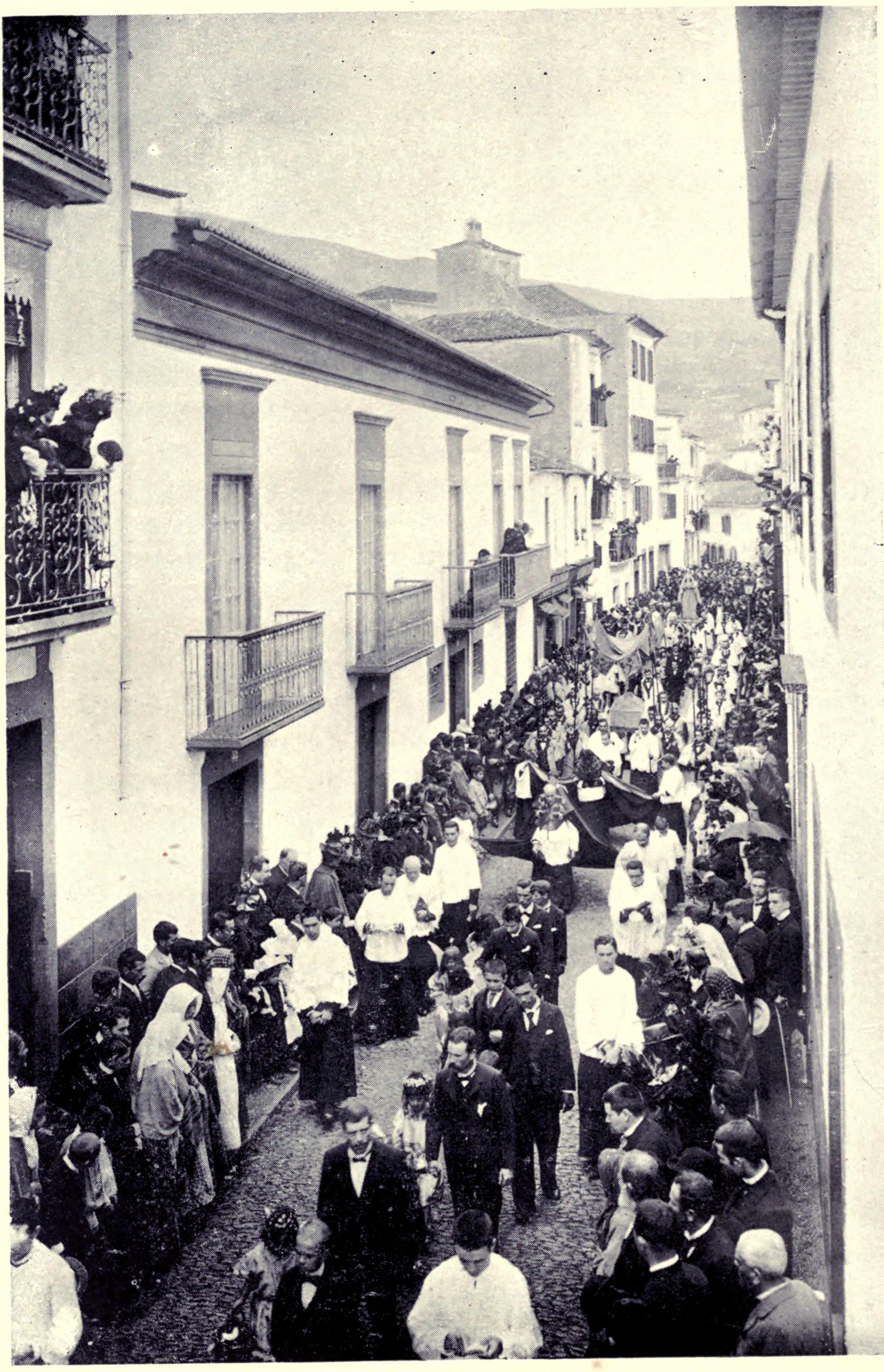
Uma procissão na Rua da Carreira, em 1909
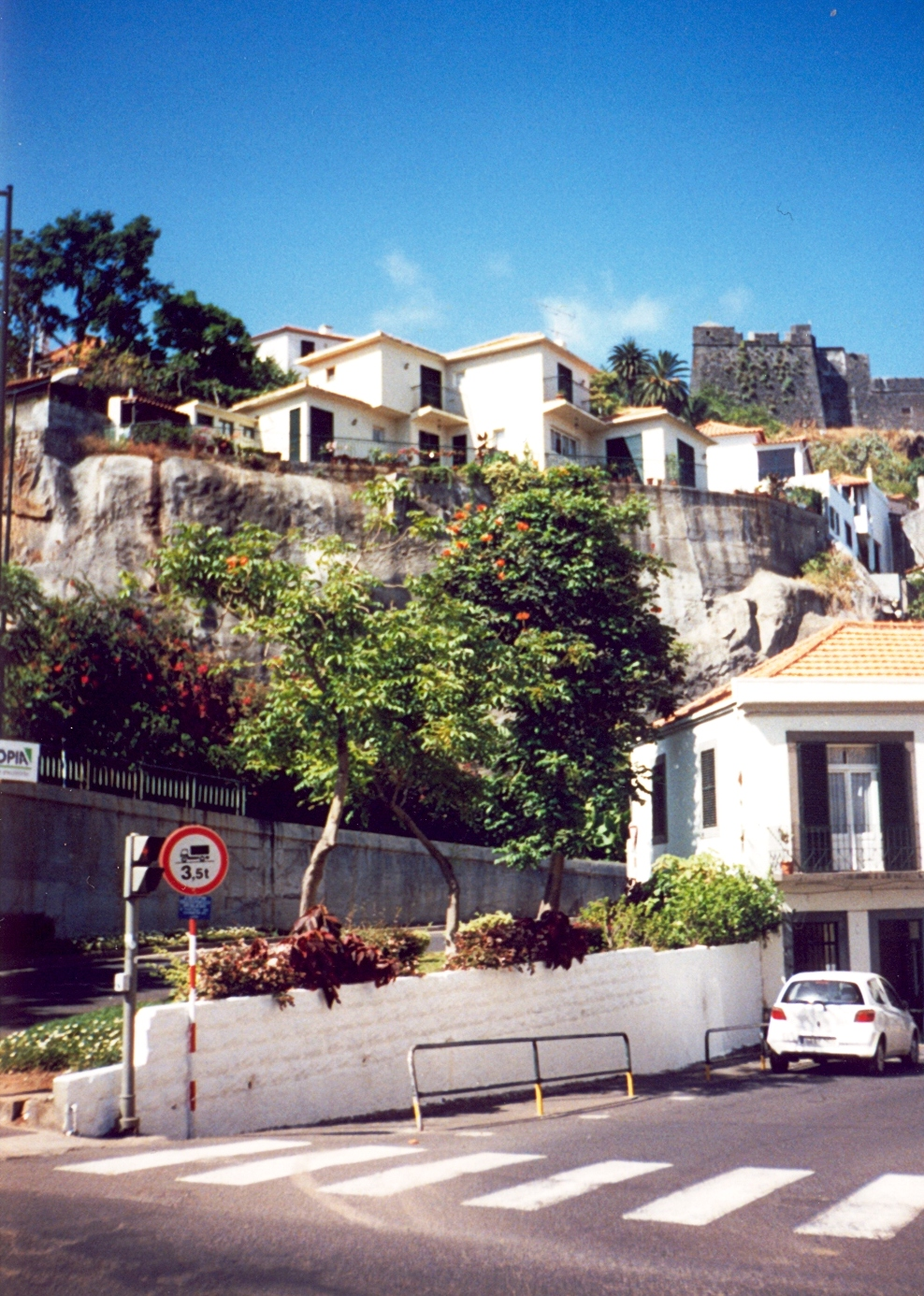
Um dos extremos da Rua da Carreira junto à Ponte de São João